# Xiashan, Chaonan
Xiashan (kinesiska: 峡山) är ett stadsdelsdistrikt i sydöstra Kina. Det ligger i stadsdistriktet Chaonan i staden Shantou i provinsen Guangdong, omkring 320 kilometer öster om provinshuvudstaden Guangzhou. Antalet invånare är 240 729. Befolkningen består av 117 239 kvinnor och 123 490 män. Barn under 15 år utgör 22,0 %, vuxna 15-64 år 72 %, och äldre över 65 år 5,0 %.